# Corpo Aereo Italiano
Il Corpo Aereo Italiano (C.A.I.), fu un corpo di spedizione della Regia Aeronautica che prese parte alle fasi finali della Battaglia d'Inghilterra a sostegno delle operazioni condotte dalla Luftwaffe.

## Formazione
Nell'agosto del 1940 Benito Mussolini decise la costituzione e l'invio di un contingente della Regia Aeronautica in Belgio per combattere nella Battaglia d'Inghilterra in cooperazione con la Luftwaffe. La decisione fu dettata da motivazioni esclusivamente politiche e non ebbe alcun valore ai fini bellici, anzi impegnò e disperse mezzi che, considerate le limitate risorse belliche italiane, avrebbero potuto essere impiegati più utilmente nel Mediterraneo, in Africa settentrionale e in Grecia. Inoltre, mancarono i risultati, a causa dell'inadeguatezza e delle carenze dei velivoli impiegati, che si rivelarono del tutto inadatti ad operare in quel teatro di guerra, e le perdite furono elevate.
Il Corpo Aereo Italiano (CAI) venne formato il 10 settembre 1940 in seno alla 1ª Squadra aerea e posto al comando del generale di squadra aerea Rino Corso Fougier. 
Era composto da due stormi da bombardamento, su Fiat B.R.20M, uno stormo da caccia, su Fiat C.R.42 e Fiat G.50, e una squadriglia da ricognizione su Cant-Z 1007-bis. A questi aerei si aggiungevano alcuni vecchi trimotori Caproni Ca 133 usati per trasporto e collegamento. Nella dislocazione finale in Belgio le unità erano così ripartite:
- 15ª Brigata Aerea da Bombardamento-/
  - 13º Stormo BT (Bombardamento Terrestre) comandato dal colonnello Carlo De Capoa con 38 Fiat B.R.20M a Melsbroek di Steenokkerzeel a 12 km a nord-est di Bruxelles e così composto:
    - 11º Gruppo (XI Gruppo) del maggiore Giuseppe Mini (1ª Squadriglia e 4ª Squadriglia);
    - 43º Gruppo del maggiore Giulio Monteleone (3ª Squadriglia e 5ª Squadriglia);

  - 43º Stormo BT comandato dal colonnello Luigi Questa con 37 Fiat B.R.20M a Chièvres e così composto:
    - 98º Gruppo del maggiore Mario Tenti (240ª e 241ª Squadriglia).
    - 99º Gruppo del maggiore Gian Battista Ciccu (242ª Squadriglia e 243ª Squadriglia).
- 56º Stormo CT (Caccia Terrestre) comandato dal colonnello pilota Umberto Chiesa e così composto:
  - 18º Gruppo Caccia del maggiore Ferruccio Vosilla con 50 Fiat C.R.42 (83ª Squadriglia, 85ª Squadriglia e 95ª Squadriglia) ad Ursel, tra Bruges e Gand, base denominata "Saturno".[2]
  - 20º Gruppo del maggiore Mario Bonzano con 45 Fiat G.50 (351ª, 352ª e 353ª Squadriglia) a Maldegem, base denominata "Urano"[3].
- 172ª Squadriglia RST (Ricognizione Strategica Terrestre) del tenente colonnello Carlo Perelli Cippo con 5 Cant-Z 1007-bis a Chièvres[2].

Le unità da bombardamento erano già esistenti, ma furono tuttavia integrate negli organici attingendo uomini e mezzi presso altri reparti. Il 56º Stormo da caccia era invece un'unità completamente nuova e venne formata con reparti provenienti dal 3º e dal 51º Stormo. Mentre i reparti da bombardamento e il 18º Gruppo da caccia avevano già una buona esperienza operativa di guerra, l'altro reparto da caccia ne era del tutto privo.
Il trasferimento dei reparti in Belgio iniziò il pomeriggio del 22 settembre: quarantacinque G 50 del 20º Gruppo decollarono dall'aeroporto di Roma-Ciampino insieme ai Ca 133 diretti a Treviso; qui restarono bloccati dal maltempo per tredici giorni e solo il 17 ottobre poterono ripartire giungendo a Maldeghein il 19. Il mattino del 27 settembre, quaranta BR 20 del 13º Stormo e altri trentasette del 43°, decollarono rispettivamente da San Damiano di Piacenza e Cameri diretti in Belgio lungo la rotta Trento-Innsbruck-Monaco-Francoforte sul Meno-Liegi; a causa delle difficili condizioni meteorologiche e della scarsa preparazione al volo strumentale degli aerei e degli equipaggi, sette aerei del 13° e dodici del 43° persero la rotta e furono costretti ad atterraggi di fortuna: quattro aerei andarono completamente distrutti causando la morte di quattro membri degli equipaggi e il ferimento di diversi altri. Il 6 ottobre partirono i CR 42 del 18º Gruppo e i Cant-Z 1007-bis della squadriglia da ricognizione, giungendo a destinazione senza incidenti. Solo un mese dopo l'inizio del trasferimento, il 22 ottobre, quando ormai la battaglia d'Inghilterra era pressoché finita, il CAI, con comando a Bruxelles-Espinette, fu ufficialmente al completo.

## Operazioni

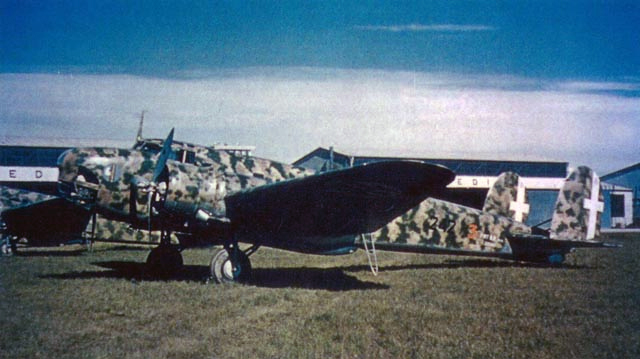
Un Fiat BR 20 della 242ª squadriglia

Il CAI fu posto alle dipendenze della Luftflotte 2 e i tedeschi assegnarono ai bombardieri italiani, come zona d'operazione sull'Inghilterra, un settore a sud del corso del Tamigi delimitato a settentrione dal 53º parallelo nord e a occidente dal meridiano di longitudine 1° ovest da Greenwich; mentre alla caccia furono assegnati pattugliamenti dall'alba al tramonto, fra i 4000 e i 5000 metri, nelle zone fra Gravelines e Dunkerque e fra Nieuport e Ostenda.
La prima operazione offensiva sull'Inghilterra fu condotta la sera del 24 ottobre. Sedici B.R.20 decollarono per attaccare il porto di Harwich e l'idroscalo di Felixstowe. Con velivoli male equipaggiati per le difficili condizioni atmosferiche del nord Europa e con equipaggi poco addestrati al volo notturno, l'attacco si risolse in un fallimento: un B.R.20 precipitò al decollo provocando la morte dell'intero equipaggio, due aerei persero la rotta e furono abbandonati dagli equipaggi che si lanciarono col paracadute e un quarto effettuò un atterraggio di emergenza sull'aeroporto francese di Lilla. Si decise pertanto di far operare i bombardieri di giorno sotto forte scorta di caccia e nel pomeriggio del 29 ottobre quindici B.R.20 decollarono per attaccare i porti di Margate e Ramsgate con la scorta di trentanove C.R.42 e trentaquattro G.50. Due bombardieri furono costretti a rientrare a Chièvres per avaria, un terzo atterrò in emergenza a Ostenda e i rimanenti dodici arrivarono sugli obiettivi dove furono accolti da un intenso fuoco contraereo che danneggiò diversi velivoli.
A differenza dei G.50, che non incontrarono mai la caccia avversaria, i C.R.42 si scontrarono con i caccia britannici in almeno due occasioni. L'11 novembre la Luftflotte 2 assegnò ai bombardieri italiani il compito di eseguire un attacco su Harwich in concomitanza con un'azione tedesca su Londra, mentre ai Cant-Z 1007bis fu assegnata una missione diversiva su Great Yarmouth per attirare i caccia britannici lontano dai B.R.20. I Cant-Z 1007bis avrebbero dovuto essere scortati da ventiquattro G 50, mentre altri ventiquattro aerei dello stesso tipo, insieme ai C.R. 42 del 18º Gruppo, avrebbero dovuto assicurare la scorta ai B.R.20. Tuttavia, a causa del maltempo, i G.50 assegnati alla scorta dei Cant-Z 1007bis non riuscirono a decollare e gli altri, superata Dunkerque, arrivarono fino a Margate ma furono poi costretti ad invertire la rotta e a rientrare alla base. Così, i dieci B.R.20 del 43º Stormo, che erano decollati alle 12:50 da Melsbroek, trovarono ad attenderli sulla Manica solo quaranta C.R.42. La formazione italiana giunse su Harwich alle 14:40 e venne intercettata dalla caccia britannica.
Nel combattimento che ne seguì, i piloti italiani dichiararono di essersi scontrati con venticinque fra Spitfire e Hurricane e di averne abbattuto sicuramente nove e altri quattro probabilmente, mentre un altro caccia britannico sarebbe stato abbattuto dai bombardieri. Tuttavia, secondo i documenti ufficiali britannici contro gli italiani si sarebbero impegnati una trentina di Hurricane del 46° e del 257° Squadron, insieme ad alcuni Spitfire del 41° Squadron, che non subirono alcuna perdita (anche se due Hurricane vennero comunque danneggiati). Invece, le perdite ammesse dagli italiani coincidono con quelle rivendicate dai britannici: tre B.R.20 e due C.R.42 furono abbattuti dalla caccia britannica. Un terzo C.R.42, per problemi di surriscaldamento del motore, fu costretto ad atterrare sulla spiaggia di Orford Ness nel Suffolk; l'aereo (matricola MM5701), pilotato dal sergente Pietro Salvadori, fu catturato intatto dai britannici ed è attualmente conservato al Museo Hendon di Londra. Solo tre dei dieci B.R.20 tornarono alla base indenni, mentre quattro furono costretti ad atterraggi di fortuna su suolo francese o belga, con morti e feriti a bordo, insieme a diciannove C.R.42 che nel corso del combattimento avevano dato fondo alle riserve di carburante.
Il 23 novembre, alle 12.50, 29 C.R.42 del 18º Gruppo decollarono da Ursel per una missione coordinata con i G.50 del 20º Gruppo e i Messerschmitt Bf 109 della Luftwaffe. L'obiettivo era la protezione di bombardieri tedeschi diretti sull'Inghilterra meridionale. I biplani dopo aver sorvolato la Manica, avrebbero dovuto incrociare nel cielo del Kent, tra Margate e il promontorio di Dungeness. Poco dopo il decollo, due C.R.42 dovettero rientrare per guasti al motore.
Anche tutti i 24 G.50 furono costretti a tornare alla base prima dei C.R.42 a causa della loro minore autonomia, atterrando a Maldegem tra le 14.15 e le 14.35. Intanto i C.R.42, rimasti da soli, venivano intercettati alle 14.05 da 12 Spitfire del 603° Squadron, e da altri caccia della Supermarine del 74° Squadron, tra Folkestone e Dungeness a 6000 metri di quota. Durante lo scontro, i C.R.42 spararono 2.426 proiettili di calibro 12,7 mm e 5.209 da 7,7 mm.
I piloti italiani dichiararono cinque vittorie sicure e due probabili, ma secondo la versione ufficiale inglese gli Spitfire non subirono perdite, mentre gli italiani persero due C.R. 42 e un terzo atterrò gravemente danneggiato e col pilota ferito sulla spiaggia di Calais. I voli di pattugliamento offensivo della caccia lungo la Manica continuarono fino al 28 novembre 1940; gli attacchi notturni dei bombardieri, su Felixstowe, Lowestoft, Ipswich and Harwich, e le crociere difensive della caccia lungo la costa belga e francese, si protrassero invece fino al 7 febbraio 1941.

## Bilancio
Durante il suo ciclo operativo, il CAI svolse un numero di missioni inferiore a quello previsto, soprattutto a causa delle ostili condizioni ambientali e della necessità di addestrare parte del personale dei bombardieri al volo senza visibilità. I B.R.20 effettuarono 144 missioni, perdendo 11 velivoli, di cui tre abbattuti e uno danneggiato irreparabilmente in combattimento. Altri sette furono gravemente danneggiati (cinque dalla contraerea e due dai caccia della RAF). Gli equipaggi dei bombardieri ebbero 29 morti, 13 feriti e quattro prigionieri. 
I caccia svolsero 590 missioni di guerra, con la perdita di 20 C.R.42 e un G.50 in combattimento, per incidenti o guasti. Tre piloti persero la vita e due vennero catturati (tutti di C.R.42), altri sette restarono feriti. 
In totale il CAI perse 38 velivoli (in gran parte per incidenti di volo, guasti e condizioni atmosferiche proibitive), senza registrare alcuna vittoria confermata.

## Ridispiegamento
Sebbene continuassero i voli di guerra, il 3 gennaio 1941 il ciclo di operazioni del CAI era già stato dichiarato ufficialmente concluso e, a partire dal successivo 10 gennaio, uomini e mezzi ritornarono gradualmente in patria. I G.50 della 352ª e della 353ª Squadriglia, invece, rischierati prima a Maldegem e poi a Desvres, restarono in Belgio fino al 15 aprile 1941, eseguendo crociere protettive fra Dunkerque e Calais senza mai essere impegnati in combattimento.